# Nahum Gutman
Nahum Gutman (ebr. נחום גוטמן‎‎; 15 octombrie 1898, Telenești, județul Orhei, Basarabia — 28 noiembrie 1980, Tel-Aviv, Israel) — pictor israelian, peisagist, ilustrator și grafician, fondatorul stilului palestinian în pictura de peisaj din Israel. Laureat al premiului Hans Christian Andersen pentru contribuție în literatura pentru copii (1962) . A scris în limba ebraică.

## Biografie
Nahum Gutman s-a născut la Telenești ca al 4-lea copil în familia lui literatului Alter Gutman, care a devenit cunoscut sub numele ebraic Simha Ben-Țion și a soției acestuia, Rivka. Familia avea în total 5 copii. Ben-Țion lucra pe atunci învățător. 
În anul 1903 familia a plecat la Odesa, iar Nahum a studiat la heder-ul, unde preda tatăl său. În anul 1905 familia a plecat în Palestina și s-a instalat la Jaffa, unde  Nahum a studiat la școala Ezra. În anul 1910 in urma morții subite a mamei, de educația copiilor a intrat în grija bunicii Mința Gutman, care a venit în acest scop de la Telenești.Din acest an Nahum a început să studieze pictura cu Ira Ian (Ester Ioselovici, în căsnicie Slepian, n. 1869, Chișinău, – 1919, Tel Aviv) și a fost admis la gimnaziul Herzliya. În anul 1913 Nahum Gutman a plecat singur la Ierusalim și a fost admis la școala de pictură și arte decorative "Betzalel", devenind acolo elevul lui Boris Schatz și al lui Abel (Hevel) Pen.
În anii primului război mondial școala nu a putut funcționa , și din 1916 Nahum a fost nevoit să lucreze pentru a se întreține, la plantațiile de struguri și citrice din Petah Tikva,
Rishon Letzion și Rehovot. Despre acest episod se poate citi în cartea sa "Vacanța de vară, sau taina scrinului". În anul 1917 a fost expulzat din Ierusalim de către turci (vezi: "Drumul cojilor de portocală"), iar în anul 1918 s-a înscris voluntar în legiunea evreiască a armatei britanice, devenind supraveghetor într-un lagăr de prizonieri turci din Egipt.
În anul 1920, după demobilizare, a plecat să se perfecționeze în pictură în Europa , locuind până în anul 1926 , pe rând, la Viena, la Paris și la Berlin, și ilustrând cărțile tatălui său, precum și ale scriitorilor ebraici contemporani -  Haim Nahman Bialik și Shaul Cernihovski. În anul 1926  a revenit la Tel Aviv și s-a consacrat mai ales peisajelor (lucrările acestei perioade se referă la "stilul palestinian") . În anul 1928 s-a însurat cu Dora Ioffe și în același an s-a născut uncul lor copil Menahem.  Din anul 1929  Gutman s- ocupat cu crearea de decoruri și costume pentru teatrul ebraic "Ohel" (Cortul), a fost autorul decorului la spectacolele "Coroana lui David" (1929) și Shavtai Tzvi(1932).  În anul 1931 a primit un loc permanent de ilustrator la gazeta "Davar Leyeladim" (suplimentul pentru copii al ziarului "Davar",  la care a lucrat fără întrerupere în următorii 35 de ani. După un timp a început să scrie articole și în alte rubrici ale  acestui ziar. 
În anul 1932 a avut loc prima expoziție personală a lui Gutman. În anii 1933-1934 a participat la pregătirea decorului pentru carnavalul anual de la Tel Aviv "Adloiada", organizat de către coregraful Baruh Agadati. În anul 1934 cu prilejul aniversării a  25 de ani de la întemeierea Tel Aviv- ului, Nahum Gutman a creat emblema orașului, acceptată (într-o reviziune proprie în anul 1959) până în ziua de astăzi.  Anii 1934-1935 i-a petrecut în Africa de Sud , unde a scris prima sa carte pentru copii și adolescenți "Be Eretz Lobengulu Meleh Zulu", (In țara lui Lobengulu, regele Zulu) care a apărut cu ilustrații proprii.  La Johannesburg, Cape Town și Durban au avut loc expoziții personale ale pictorului. 
Din acest timp Gutman își ilustrează cărțile proprii. Astfel ulterior u apărut: "Beatris o Maasè shethilató Hamor vesofó Arie Dorés"( Beatrice, sau o poveste care a început cu un măgar, și s-a sfârșit cu un leu rău, 1942), "Harpatkaot Hamor shekulo Thelet" (Aventurile unui măgăruș cu totul și cu totul albastru) , 1944), "Ir Ketina vaanașim ba meat"(Un orășel mic și câțiva oameni în el) și altele.
În timpul Războiului de independență al Israelului din anii 1948-1949, Gutman a creat o serie de portrete de ostași israelieni, care au intrat în albumul "Cum a fost".
La începutul anilor 60 s-a ocupat de ceramică (prima lucrare fiind instalată în sediul Șef-rabinatului israelan în anul 1961) îar în următoarele două decenii mozaicurile sale au înfrumusețat pereții gimnaziului Herzlia din Tel Aviv (1967), havuzul de pe strada Bialik (1976) și primul zgârie nori din Israel, Turnul Shalom Meir (1966) din Tel Aviv. Începând din anul 1970 se ocupă de asemenea de ceramică.
Nahum Gutman a decedat la  28 noiembrie 1980 la Tel Aviv. La scurt timp după deces a apărut o monografie detaliată "Bein Holot uThol Shamaim" (Între nisipuri și bolta albastră) de criticul de artă Ehud Ben-Ezer. cea mai completă colecție de lucrări personale se află la muzeul Gutman în cartierul Neve- Tzedek, unde pictorul a locuit cea mai mare parte a vieții. Muzeul este plasat într-una dintre casele cele mai vechi ale cartierului, construită în anul 1887.

## Distincții

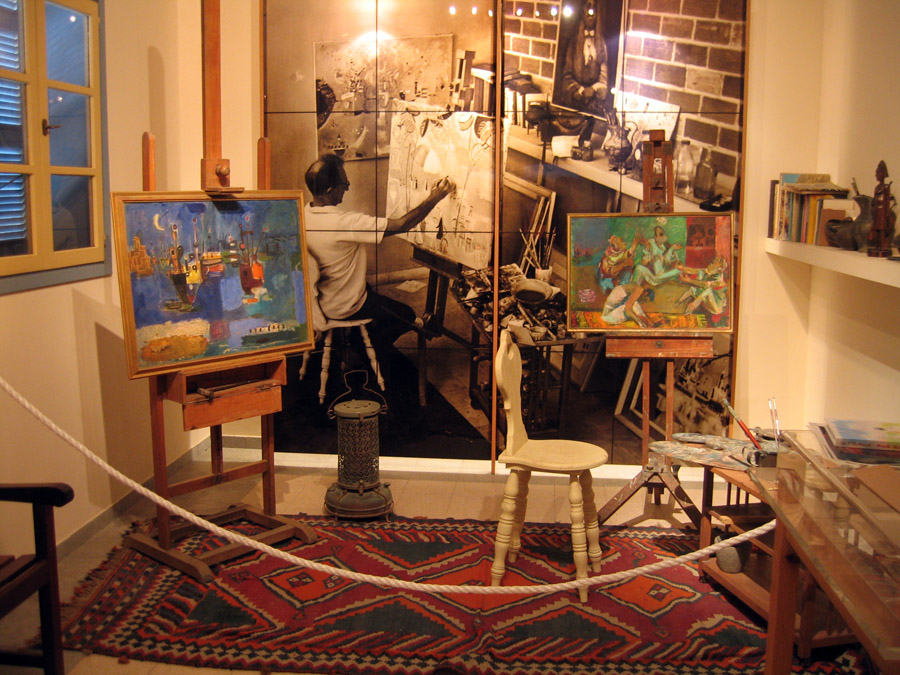
Atelierul lui Gutman din cadrul muzeului de artă Nahum Gutman

Gutman a primit multe premii pentru artă și literatură:
- Laureat al premiului "Lamdan" pentru litaratură pentru copii (1946),
- Premiului Dizengoff în domeniul artei decorative (1956),[11]
- Premiului internațional Hans Christian Andersen (UNESCO) pentru cartea "Drumul cojilor de portocală"(1962),
- Premiului Yatziv (1964),
- Premiului Fichman al Uniunii emigranților basarabeni (1969)
- Premiul Israel, premiul de stat al Israelului (1978).[12]
- Doctor Honoris Causa al Universității din Tel Aviv (1976),
- Cetățean de onoare al Tel Avivului (1976).
- La Ramat Aviv există o stradă ce-i poartă numele.

Creația lui Nahum Gutman este foarte variată (Pesaij în ulei, acuarelă, mozaicuri, gravură, litografie, sculptură ceramică) și este strâns corelată cu Tel Aviv-ul, el și părinții lui fiind unul dintre primii locuitori ai acestui oraș.